# Links
Links je hrvatska tvrtka koja se bavi prodajom i proizvodnjom računala i računalne opreme. Tvrtka ima šesnaest specijaliziranih trgovina u trinaest gradova, a posluje i putem svoje internetske trgovine s više od 10 000 artikala.

## Povijest
Links je osnovan 2001. godine u Zagrebu s četiri zaposlena, fokusirajući se na prodaju računala, računalnih dijelova i opreme. Kroz godine rada poslovanje tvrtke proširilo se na potrošačku elektroniku, sportsku opremu i pametne uređaje. Tvrtka je ostvarivala značajan rast i širenje, otvarajući nove poslovnice u različitim gradovima diljem Hrvatske. Tijekom godina, broj zaposlenih i ukupni prihodi su rasli: godine 2016. prešli su 100 zaposlenih, a 2023. imali su ih 178. U 2022. ukupni godišnji prihod bio je 45,6 milijuna eura.

### Poslovnice
Tvrtka drži 18 trgovina u 14 gradova: Zagreb, Velika Gorica, Split, Osijek, Rijeka, Zadar, Varaždin, Čakovec, Pula, Slavonski Brod, Vinkovci, Poreč, Koprivnica i Šibenik.